# Palenciana
Palenciana ist eine Gemeinde mit 1.431 Einwohnern (Stand: 2024) in der Provinz Córdoba in Andalusien. Sie liegt in der Comarca Subbética. Es handelt sich um ein altes Bauerndorf in einer Landschaft mit Olivenhainen und Getreidefeldern.

## Geographie
Die Gemeinde grenzt an Alameda, Benamejí und Lucena. Die Gemeinde wird vom Fluss Genil durchflossen.

## Geschichte
Der Ort wurde im 17. Jahrhundert besiedelt. Die heutige Gemeinde wurde  1812 erstmals von Benamejí unabhängig und bekam ihr eigenes Rathaus.

## Sehenswürdigkeiten
- Kirche Carmen